# 2005 у літературі

## Твори
- Anarchy in the UKR Сергія Жадана.
- Стіґ Ларссон — Чоловіки, що ненавидять жінок

## Померли
- 24 січня — Савченко Володимир Іванович, радянський український письменник-фантаст (народився в 1933).
- 10 лютого — Артур Міллер, американський драматург і прозаїк (народився в 1915).
- 17 березня — Андре Нортон, американська письменниця-фантаст (народилася в 1912).
- 6 липня — Клод Сімон, французький письменник (народився в 1913).
- 9 грудня — Роберт Шеклі, американський письменник (народився в 1928).